# Romance inachevée
Pour plus de détails, voir Fiche technique et Distribution.
Romance inachevée (The Glenn Miller Story) est un film américain réalisé par Anthony Mann, tourné en 1953, sorti en 1954.
C'est la première collaboration Anthony Mann - James Stewart en dehors du western.

## Synopsis
Biographie filmée du musicien de jazz Glenn Miller, depuis ses débuts difficiles à la fin des années 1920 jusqu'à sa disparition en décembre 1944, en passant par la formation, puis les « tubes » de son big band, peu avant et pendant la Seconde Guerre mondiale.

## Fiche technique
- Titre original : The Glenn Miller Story
- Titre français : Romance inachevée
- Réalisation : Anthony Mann
- Scénario : Valentine Davies et Oscar Brodney
- Direction artistique : Alexander Golitzen
- Décors : Russell A. Gausman et Julia Heron
- Costumes : Jay Morley Jr.
- Photographie : William H. Daniels
- Son : Leslie I. Carey, Joe Lapis
- Montage : Russell F. Schoengarth
- Musique originale : Julian Dash, Edgar De Lange, Buddy Feyne, Jerry Gray, Erskine Hawkins, William Johnson, Henry Mancini, Carl Sigman, Spencer Williams
- Musique préexistante : Glenn Miller, Joel Garland, W.C. Handy, Enric Madriguera, Andy Razaf
- Adaptation musicale : Henry Mancini
- Chorégraphie : Kenny Williams
- Production : Aaron Rosenberg
- Société de production : Universal Pictures
- Société de distribution : Universal Pictures
- Pays de production :  États-Unis
- Langue originale : anglais
- Format : couleur (Technicolor) — 35 mm — 1,37:1 — son Mono (Western Electric Recording) | Stéréo (resortie en 1985)
- Genre : Film dramatique, Film biographique
- Durée : 115 minutes
- Dates de sortie :
  - États-Unis : 10 février 1954 (première à New York)
  - France : 8 octobre 1954
- Affiche : Boris Grinsson (France)

## Distribution
Légende : 1er doublage ; 2e doublage
- James Stewart (VF : Roger Till ; Jean-Pierre Moulin) : Glenn Miller
- June Allyson (VF : Rosy Varte ; Michèle Bardollet) : Helen Burger
- Henry Morgan (VF : Jacques Thébault ; Mario Santini) : Chummy
- Charles Drake (VF : Jacques Berthier ; Richard Darbois) : Don Haynes
- George Tobias (VF : Serge Nadaud ; Serge Sauvion) : Si Schribman
- Barton MacLane (VF : ? ; William Sabatier) : Le général Arnold
- Irving Bacon (VF : ? ; Jacques Deschamps) : M. Miller
- Kathleen Lockhart : MmeMiller
- Marion Ross : Polly Haynes
- James Bell (VF : Lucien Bryonne ; Serge Lhorca) : M. Burger
- Katharine Warren (VF : ? ; Lita Recio) : Mme Burger
- Dans leurs propres rôles : Frances Langford, Louis Armstrong, Ben Pollack, Gene Krupa

Acteurs non crédités
- Harry Harvey : un docteur
- Dayton Lummis : Le colonel Spaulding
- Steve Pendleton : Le lieutenant-colonel Bassell

## Bande originale

### Musique
- "Love Theme" de Henry Mancini
- "American Patrol" de F. W. Meacham, arrangements par Jerry Gray
- "National Emblem (March)" de E. E. Bagley
- "A String of Pearls" d'Eddie DeLange et Jerry Gray
- "In the Mood" de Andy Razaf et Joseph Garland
- "Over the Rainbow" de Harold Arlen
- "Tuxedo Junction" de Buddy Feyne, William Johnson, Erskine Hawkins et Julian Dash
- "Little Brown Jug" de Joseph E. Winner, arrangements de Bill Finegan
- "I Know Why" de Harry Warren
- "In the Mood" de Joseph Garland
- "St. Louis Blues" de W. C. Handy, arrangements de Jerry Gray
- "At Last" de Harry Warren

### Chansons
- "Moonlight Serenade", paroles de Mitchell Parish, musique de Glenn Miller
- "Basin Street Blues", paroles et musique de Spencer Williams
- "Pennsylvania 6-5000", paroles et musique de Carl Sigman et Jerry Gray
- "Chattanooga Choo Choo", paroles de Mack Gordon, musique de Harry Warren
- "Bidin' My Time", paroles d'Ira Gershwin, musique de George Gershwin

## Distinctions

### Récompenses
- Oscars 1955 : Oscar du meilleur mixage de son pour Leslie I. Carey

### Nominations
- Oscars 1955 : 
  - Oscar du meilleur scénario original pour Valentine Davies et Oscar Brodney
  - Oscar de la meilleure musique de film pour Joseph Gershenson et Henry Mancini
- BAFTA 1955 : British Academy Film Award du meilleur acteur étranger pour James Stewart

## Production
Universal réédita "The Glenn Miller Story en 1960, puis en 1985 pour l'hommage à James Stewart lors du Festival de Cannes, à cette occasion la bande sonore fut adaptée en stéréo.